# 富田彬
富田 彬（とみた あきら、1897年1月25日 - 1971年3月26日）は、日本の英文学者、翻訳家。立教大学名誉教授。

## 略歴
栃木県出身。東京帝国大学英文科卒。1926年に立教大学教授。アメリカ文学研究の先駆者の一人で、立教大学において同研究の基礎をつくり、エマソンやメルヴィル、ジェイン・オースティンなどの作品を翻訳した。
1929年（昭和4年）から1930年（昭和5年）には立教大学野球部長を務めた。

## 著書
- 『宗教と宗門』（実業之日本社、婦人知識叢書） 1926
- 『近代英文学雑考』（健文社） 1930
- 『ソーロウ』（研究社出版、研究社英米文学評伝叢書） 1934
- 『アメリカ国民文学評論』（塙書房） 1947
- 『米英文学と日本文学』（績文堂） 1948
- 『リンカーン』（広島図書、銀の鈴文庫 伝記創作篇） 1949

## 翻訳
- 『胡麻と百合講義』（ジョン・ラスキン、健文社） 1928：訳注テキスト
- 『ねぢの廻転 女家庭教師の手記』（ヘンリ・ヂェイムズ、岩波文庫） 1936
- 『米国批評史』（研究社、研究社英米文学語学講座） 1940
- 『説きふせられて』（ヂエイン・オーステン、岩波文庫） 1948、のち改版 1998
- 『エマソン日記抄』（新月社、英米名著叢書） 1948
- 『ノーザンガー寺院』（オーステイン、角川文庫） 1949、のち復刻（文泉堂書店、オーステイン著作集4） 1996
  - 『ケァサリンの結婚』（オースティン、角川書店） 1950
- 『市民としての反抗』（ヘンリー・ソーロー、岩波文庫） 1949
- 『高慢と偏見』上・下（オースティン、岩波文庫） 1950、のち改版 1994、のちワイド版 2002
- 『森の生活 ウォールデン』（ヘンリー・ソーロー、角川文庫） 1953
- 『ダロウェイ夫人』（ヴァジニア・ウルフ、角川文庫） 1955、のち改版 2003
- 『白鯨』上・中・下（H・メルヴイル、角川文庫） 1956、のち改版（上・下） 2015
- 『エマソンの日記』（ブリス・ペリー編、有信堂、アメリカ思想史叢書） 1960